# Sobre la medida del círculo
Sobre la medida del círculo (en griego: Κύκλου μέτρησις, Kuklou metrēsis) es un tratado del matemático griego Arquímedes que consta de tres proposiciones. Este trabajo es sólo una fracción de lo que fue un trabajo más extenso.

## Propuestas

### Primera proposición

El círculo y el triángulo son iguales en cuanto a área.

La primera proposición establece que:

El área de un círculo es igual a un triángulo rectángulo en el que uno de los lados que comprenden el ángulo recto es igual al radio, y el otro a la circunferencia, del círculo

Es decir, cualquier círculo con una circunferencia c y un radio r es igual en área con un triángulo rectángulo con los dos extremos siendo c y r. Esta proposición se prueba por el método exhaustivo.

De esta proposición puede deducirse directamente la fórmula más conocida para el área del círculo pues
{\displaystyle c=2\pi r}
y el área de un triángulo rectángulo es la mitad de su base por la altura, esto es
{\displaystyle {\tfrac {1}{2}}cr}.
Así,se obtiene que el área del círculo equivale a
{\displaystyle \pi r^{2}}

### Segunda proposición
Dice:

El área de un círculo es el cuadrado de su diámetro de 11 a 14.

Esta proposición no pudo haber sido colocada por Arquímedes, ya que se basa en los resultados de la tercera proposición.

### Tercera proposición
La tercera proposición establece que:

La relación de la circunferencia de cualquier círculo para su diámetro es mayor que {\displaystyle 3{\tfrac {10}{71}}} pero menor que {\displaystyle 3{\tfrac {1}{7}}}

Un ejemplo de cómo Arquímedes calculó el número Pi. Utilizó un polígono de 96 lados en busca de su estimación.

Esto se aproxima a lo que hoy llamamos la constante matemática π. Encontró estos límites para el valor de π por inscribir y circunscribir un círculo con dos polígonos regulares similares de 96 caras cada uno.

#### Aproximación a la raíz cuadrada de tres
La tercera proposición también contiene aproximaciones precisas a la raíz cuadrada de 3 (una más grande y otra más pequeña), además de otras no tan perfectas aproximaciones de raíces cuadradas; sin embargo, Arquímedes no da ninguna explicación de cómo encontró estos números. Él da el límite superior e inferior de √3: {\displaystyle {\tfrac {1351}{780}}>{\sqrt {3}}>{\tfrac {265}{153}}\,.}; sin embargo, estos límites son familiares a partir del estudio de la ecuación de Pell y los convergentes de un asociado de la fracción continua, dando lugar a mucha especulación en cuanto a si estos números pudieron haber estado accesibles a Arquímedes. La discusión de este enfoque se remonta, al menos, a Thomas Fantet de Lagny , FRS en 1723, pero fue tratado de manera más explícita por Hieronymus Georg Zeuthen. A principios de la década de 1880, Friedrich Otto Hultsch (1833 - 1906) y Karl Heinrich Hunrath (b. 1847) observaron cómo los límites se puede encontrar con rapidez por medio de simples límites del binomio de raíces cuadradas cerca de un cuadrado perfecto, este método se ve favorecida por Heath. Sin embargo, los límites también puede ser producido por una construcción geométrica iterativa propuesta por Arquímedes en el marco de la dodecágono regular. En este caso, la tarea es dar aproximaciones racionales a la tangente de π/12.